# Stephanie Courtney
Stephanie Courtney (8 de febrero de 1970) es una actriz y comediante estadounidense, popular por interpretar al personaje Flo en comerciales de radio y televisión para la empresa Progressive Insurance. Ha actuado en algunas series de televisión, incluyendo la voz de Renee la recepcionista y Joy Peters en la comedia de Adult Swim Tom Goes to the Mayor (2004–06); Marge en el drama de AMC Mad Men (2007) y Diane en la comedia de ABC Cavemen (2007). Apareció en el estreno de la segunda temporada de la serie Men of a Certain Age. Courtney es miembro de The Groundlings, un teatro de improvisación cómica en Los Ángeles, California.
Ha actuado en películas como The Brothers Solomon, Blades of Glory, The Heartbreak Kid, Melvin Goes to Dinner y Fred: The Movie.